# Villefloure
Villefloure település Franciaországban, Aude megyében. Lakosainak száma 157 fő (2022. január 1.). Villefloure Cavanac, Ladern-sur-Lauquet, Leuc, Mas-des-Cours, Montirat és Palaja községekkel határos.

## Népesség
A település népessége az elmúlt években az alábbi módon változott:
| Lakosok száma | 75   | 62   | 82   | 120  | 162  | 174  | 165  | 159  | 156  | 157  |
|               | 1968 | 1982 | 1990 | 2006 | 2013 | 2015 | 2017 | 2019 | 2020 | 2022 |